# Vermilion (Illinois)
Vermilion – wieś w Stanach Zjednoczonych, w stanie Illinois, w hrabstwie Edgar.